# Hankelow
Hankelow – wieś w Anglii, w hrabstwie ceremonialnym Cheshire, w dystrykcie (unitary authority) Cheshire East. Leży 34 km na południowy wschód od miasta Chester i 232 km na północny zachód od Londynu. W 2001 miejscowość liczyła 272 mieszkańców.